# Сърневец
Сърневец е село в Южна България. То се намира в община Братя Даскалови, област Стара Загора.

## География
Селото се намира в подножието на Сърнена Средна гора, на юг  от  Чирпанските възвишения.  На север - границата се разпростира - местностите „Градището“, „Сипея“ и „Гол мъж“. Тези  хребети  отделят сърневското от пъстровското землище  на север и североизток. На изток границата продължава  с пъстровското   землище, като  минава от местността  „Гол мъж“ и стига  до главния път и на около двеста метра  източно от края  на селото.  Завива на изток  северно от местността „Св. Троица“,  стига до река Сазлийка, водеща началото си  от  местността „Манастира“ – пъстровско  землище, продължава по нейното течение   до сливането и със селската  река  Чаталка. На юг границата продължава  от река Сазлийка. Землището на селото заема площ от 20,477 кв. км. То се  намира почти на  еднакво разстояние от гр. Стара Загора – 37 км, гр. Казанлък – 35 км. (пред балкана) и гр. Чирпан – 32 км. По-високи близки върхове са „Високият връх“ – 711 м., „Градището“ – 674 м.,  „Гол  мъж“ – 587 м и „Малък гол мъж" – 443 м. Селището  е полупланинско, орната земя е почти  равнинна  и плодородна. Снеговете  бързо се топят,  климата е сравнително  мек и приятен със средна годишна температура – 11 °C. Ветровете  показват  голямо разнообразие  предимно  от запад – те са сухи,  топли и се появяват   често. Характеризират се със скорост – 20-30 метра в секунда, а понякога  и  повече. Мъглите по своя  произход се характеризират  за  студеното полугодие. Продължителността им е различна – от няколко часа до 2-3 дни.

## История
Старото име на селото е Караджа веран (Караджоврен). Характерна  особеност, която трябва да се отбележи,  се състои в това,  че  земите,  които сега  заема и използва селото, като пасбища, посевни  площи и гори, са били населени още от най-стари времена, още от времето на първобитно-общинния строй, а по-точно през времето на каменно-медната епоха.

Като  потвърждение за това  служат  изкопните материали  от  керамика, кремъчни  ножове, а също и еленови  рога  и чукове. По неизвестни  причини това  селище  било опожарено и  разрушено, вероятно при сблъскването с отделни племена, а след това повторно  населено, от което време са  останали основите на един доста  дебел  зид  опасващ  западната част на могилата. Повече  за това селище  ние не знаем. Това са били времената, когато първобитните  хора са преминавали от използването на каменните и кремъчните сечива към медта и бронза.

## Религии
Православно християнство.

## Обществени институции
- Кметство с. Сърневец,
- Пощенска станция – Поща,
- Народно читалище „ПРОБУДА – 1928 година“ – основано през 1928 г.
- Църква „Света Параскева“ – основана през 1932 г.

## Културни и природни забележителности
- Народно читалище „ПРОБУДА – 1928 година“ – e-mail: probudasarnevets@abv.bg
- Парналова могила
- Сърнена Средна гора
- Връх Гол мъж – 578 м
- Местност „Света Троица“

## Редовни събития
- Отбелязване с голямо и шумно тържество, традиционния общоселски събор на селото – Петковден – 14.10;
- 14.02. – Трифон Зарезан (стар стил) отбелязване, чрез възстановка на обреда „зарязване“ с участието на част от читалищните дейци;
- Отбелязване на празника на жената – 8 март;
- Посрещане на Първа пролет;
- Отбелязване на Великден;
- Тържество по случай „Деня на славянската писменост и култура – 24 май“;
- Празник, посветен на деня на детето – 1 юни;
- Отдаване почит на загиналите за свободата на Р. България – 2 юни;
- Отбелязване на Съединението и Независимостта на България;
- Честване Деня на народните будители;
- Коледно – новогодишни тържества;
- Посещение на етнографската сбирка и постоянна изложба в НЧ „Пробуда – 1928 година“;
- Множество литературни срещи, беседи, народни празници, ежемесечни кино-прожекции, здравни беседи и др. тържества, организирани от името на читалището.

## Личности
- Димитър Куртев - поет
- Павлина Ганева – кметски наместник;
- Георги Даскалов – председател на читалището;
- Радка Караджова – библиотекар;
- Атанаска Танева – доброволец – читалищен деец, дългогодишен преподавател и директор на училище „Христо Ботев“ в селото и председател на читалището до 1991 г.;
- Иван Христов Бекяров (Танев) (1929 – 1978)- дългогодишен преподавател в училище „Христо Ботев“ в селото и създател на историята за село Сърневец;
- Йовчо Танев Бекяров – заможен търговец, търгувал в Анадола. Пътувал с каруцата си и с два вола из Анадола и донесъл в селото много предмети.